# لیک‌ساید (نبراسکا)
لیک‌ساید (به انگلیسی: Lakeside) یک منطقهٔ مسکونی در ایالات متحده آمریکا است که در شهرستان شریدن، نبراسکا واقع شده‌است. لیک‌ساید ۱٬۱۸۲٫۹۴ متر بالاتر از سطح دریا واقع شده‌است.